# The Firebrand
The Firebrand er en amerikansk stumfilm fra 1922 af Alvin J. Neitz.

## Medvirkende
- Franklyn Farnum som Bill Holt
- Ruth Langdon som Alice Acker
- Fred Gamble som Judd Acker
- Pat Harmon som Hank Potter
- William Berke som Sheriff Harding
- Tex Keith som Buck Knowles